# Inline-Skaterhockey-Bundesliga 2002
Die Saison 2002 war die 7. Spielzeit der Inline-Skaterhockey-Bundesliga. Dabei wurde zum 17. Mal ein Deutscher Meister ermittelt. Ausrichter ist die Sportkommission Inline-Skaterhockey Deutschland im Deutschen Rollsport und Inline-Verband. Deutscher Meister wurden die Duisburg Ducks, die sich im Finale gegen die Mendener Mambas durchsetzen konnten.

## Teilnehmer

### 1. Bundesliga Nord
Die 1. Bundesliga Nord ging mit neun statt der geplanten zehn Mannschaften an den Start. Die IHC Lethmathe Terminators, an sich Aufsteiger, hatten sich nach der bereits erfolgten Ligeneinteilung rechtzeitig zurückgezogen und wurden wieder in die 2. Bundesliga Nord eingegliedert.
| Klub                   | Standort           | Vorjahr                   | Play-offs                 |                           |
| ---------------------- | ------------------ | ------------------------- | ------------------------- | ------------------------- |
| Duisburg Ducks         | Duisburg           | 1. Nord                   | Deutscher Meister         |                           |
| Mendener Mambas        | Menden (Sauerland) | 3. Nord                   | Viertelfinale             |                           |
| Samurai Iserlohn       | Iserlohn           | 2. Nord                   | Halbfinale                |                           |
| Moskitos Essen         | Essen              | 4. Nord                   | Viertelfinale             |                           |
| Powerkrauts Berlin     | Kaarst             | 7. Nord                   | –                         |                           |
| Ahauser Maidy Dogs     | Ahaus              | 1. der 2. Bundesliga Nord | 1. der 2. Bundesliga Nord | 1. der 2. Bundesliga Nord |
| Crefelder SC           | Krefeld            | 2. der 2. Bundesliga Nord | 2. der 2. Bundesliga Nord | 2. der 2. Bundesliga Nord |
| RSC Neviges Commanders | Velbert            | 6. Nord                   | –                         |                           |
| Hamburg Sharks         | Hamburg            | 5. Nord                   | –                         |                           |

### 1. Bundesliga Süd
Die 1. Bundesliga Süd ging mit zehn Mannschaften an den Start.
| Klub                    | Standort    | Vorjahr                  | Play-offs                |                          |
| ----------------------- | ----------- | ------------------------ | ------------------------ | ------------------------ |
| Crash Eagles Kaarst     | Kaarst      | 2. Süd                   | Halbfinale               |                          |
| Düsseldorf Rams         | Düsseldorf  | 1. Süd                   | Vizemeister              |                          |
| TV Augsburg*            | Augsburg    | 3. Süd                   | Viertelfinale            |                          |
| Zweibrücker ERC Snipers | Zweibrücken | 4. Süd                   | Viertelfinale            |                          |
| HC Köln-West            | Köln        | 7. Süd                   | –                        |                          |
| Bullskater Düsseldorf   | Düsseldorf  | 5. Süd                   | –                        |                          |
| Uedesheim Chiefs        | Neuss       | 3. der 2. Bundesliga Süd | 3. der 2. Bundesliga Süd | 3. der 2. Bundesliga Süd |
| VT Zweibrücken          | Zweibrücken | 1. der 2. Bundesliga Süd | 1. der 2. Bundesliga Süd | 1. der 2. Bundesliga Süd |
| SUC Kosmos Frechen      | Frechen     | 6. Süd                   | –                        |                          |
| Deggendorf Roadrunners  | Deggendorf  | 2. der 2. Bundesliga Süd | 2. der 2. Bundesliga Süd | 2. der 2. Bundesliga Süd |

- *Zuletzt als SU Augsburg. Die erste Mannschaft der SU Augsburg hatte sich dem TV Augsburg angeschlossen, der den Platz in der 1. Bundesliga eingenommen hat. Die SU Augsburg spielte unterklassig im Bereich des bayrischen Landesverbandes.[3]

## Modus
Die Staffel Nord und Süd sollten mit jeweils zehn Mannschaften an den Start gehen. Nach dem rechtzeitigen Rückzug der IHC Lethmathe Terminators verblieben in der Nord-Staffel neun Mannschaften. Innerhalb jeder Staffel trifft jede Mannschaft in Hin- und Rückspiel auf jede andere Mannschaft. Für einen Sieg gibt es zwei Punkte, für ein Unentschieden einen Punkt. Bei Punktgleichheit zum Ende der Hauptrunde entscheidet der direkte Vergleich über die Rangfolge. Die ersten vier Mannschaften jeder Staffel erreichen die Play-offs. Der Sieger der Play-offs ist Deutscher Meister.
Die Mannschaften auf den Rängen fünf bis acht haben sich für die neue Saison qualifiziert. Der Tabellenzehnte (nur in der Süd-Staffel) steigt direkt in die 2. Bundesliga Süd ab. Die Tabellenneunten der beiden Bundesliga-Staffeln sollten eine Relegation mit dem jeweiligen Zweiten der 2. Bundesliga bestreiten. Die beiden Meister der 2. Bundesliga steigen direkt in die 1. Bundesliga auf.

## Vorrunde

### 1. Bundesliga Nord
|    | Mannschaft             | Sp | S  | U | N  | Tore    | +/- | P  |
| -- | ---------------------- | -- | -- | - | -- | ------- | --- | -- |
| 1. | Duisburg Ducks         | 16 | 14 | 1 | 01 | 162:065 | +97 | 29 |
| 2. | Mendener Mambas        | 16 | 13 | 1 | 02 | 186:095 | +91 | 27 |
| 3. | Samurai Iserlohn       | 16 | 08 | 2 | 06 | 126:103 | +23 | 18 |
| 4. | Moskitos Essen         | 16 | 07 | 3 | 06 | 093:109 | −16 | 17 |
| 5. | Powerkrauts Berlin     | 16 | 07 | 1 | 08 | 092:123 | −31 | 15 |
| 6. | Ahauser Maidy Dogs     | 16 | 05 | 1 | 10 | 083:127 | −44 | 11 |
| 7. | Crefelder SC           | 16 | 05 | 1 | 10 | 111:143 | −32 | 11 |
| 8. | RSC Neviges Commanders | 16 | 03 | 2 | 11 | 084:126 | −42 | 08 |
| 9. | Hamburg Sharks         | 16 | 03 | 2 | 11 | 090:136 | −46 | 08 |

### 1. Bundesliga Süd
|     | Mannschaft              | Sp                                      | S                                       | U                                       | N                                       | Tore                                    | +/-                                     | P                                       |
| --- | ----------------------- | --------------------------------------- | --------------------------------------- | --------------------------------------- | --------------------------------------- | --------------------------------------- | --------------------------------------- | --------------------------------------- |
| 1.  | Crash Eagles Kaarst     | 14                                      | 11                                      | 2                                       | 01                                      | 084:050                                 | +34                                     | 24                                      |
| 2.  | Düsseldorf Rams         | 14                                      | 11                                      | 2                                       | 01                                      | 103:049                                 | +54                                     | 24                                      |
| 3.  | TV Augsburg             | 14                                      | 08                                      | 1                                       | 05                                      | 099:060                                 | +39                                     | 17                                      |
| 4.  | Zweibrücker ERC Snipers | 14                                      | 06                                      | 2                                       | 06                                      | 130:093                                 | +37                                     | 14                                      |
| 5.  | HC Köln-West            | 14                                      | 06                                      | 1                                       | 07                                      | 070:103                                 | −33                                     | 13                                      |
| 6.  | Bullskater Düsseldorf   | 14                                      | 04                                      | 2                                       | 08                                      | 092:111                                 | −19                                     | 10                                      |
| 7.  | Uedesheim Chiefs        | 14                                      | 03                                      | 0                                       | 11                                      | 084:123                                 | −39                                     | 06                                      |
| 8.  | VT Zweibrücken          | 14                                      | 02                                      | 0                                       | 12                                      | 069:142                                 | −73                                     | 04                                      |
| 9.  | Deggendorf Roadrunners  | Rückzug am 31. Mai 2002 nach 6 Spielen  | Rückzug am 31. Mai 2002 nach 6 Spielen  | Rückzug am 31. Mai 2002 nach 6 Spielen  | Rückzug am 31. Mai 2002 nach 6 Spielen  | Rückzug am 31. Mai 2002 nach 6 Spielen  | Rückzug am 31. Mai 2002 nach 6 Spielen  | Rückzug am 31. Mai 2002 nach 6 Spielen  |
| 10. | SUC Kosmos Frechen      | Rückzug am 17. Juni 2002 nach 6 Spielen | Rückzug am 17. Juni 2002 nach 6 Spielen | Rückzug am 17. Juni 2002 nach 6 Spielen | Rückzug am 17. Juni 2002 nach 6 Spielen | Rückzug am 17. Juni 2002 nach 6 Spielen | Rückzug am 17. Juni 2002 nach 6 Spielen | Rückzug am 17. Juni 2002 nach 6 Spielen |

Abkürzungen: Sp = Spiele, S = Siege, U = Unentschieden, N = Niederlagen, P = Punkte

Erläuterungen:

## Play-offs
Die Play-off-Spiele werden im Modus "Best of Three" ausgetragen.

### Play-off-Baum
| Viertelfinale | Viertelfinale           | Viertelfinale    |    |                     | Halbfinale | Halbfinale | Halbfinale |  |  | Finale | Finale | Finale |
|               |                         |                  |    |                     |            |            |            |  |  |        |        |        |
| N1            | Duisburg Ducks          | 2                |    |                     |            |            |            |  |  |        |        |        |
| S4            | Zweibrücker ERC Snipers | 0                |    |                     |            |            |            |  |  |        |        |        |
| S4            | Zweibrücker ERC Snipers | 0                | N1 | Duisburg Ducks      | 2          |            |            |  |  |        |        |        |
|               |                         |                  | N1 | Duisburg Ducks      | 2          |            |            |  |  |        |        |        |
|               | N3                      | Samurai Iserlohn | 1  |                     |            |            |            |  |  |        |        |        |
| S2            | N3                      | Samurai Iserlohn | 1  | Düsseldorf Rams     | 0          |            |            |  |  |        |        |        |
| S2            |                         |                  |    | Düsseldorf Rams     | 0          |            |            |  |  |        |        |        |
| N3            | Samurai Iserlohn        | 2                |    |                     |            |            |            |  |  |        |        |        |
| N3            | Samurai Iserlohn        | 2                | N1 | Duisburg Ducks      | 2          |            |            |  |  |        |        |        |
|               |                         |                  |    | Duisburg Ducks      | 2          |            |            |  |  |        |        |        |
|               | N2                      | Mendener Mambas  | 1  |                     |            |            |            |  |  |        |        |        |
| N2            | N2                      | Mendener Mambas  | 1  | Mendener Mambas     | 2          |            |            |  |  |        |        |        |
| N2            |                         |                  |    | Mendener Mambas     | 2          |            |            |  |  |        |        |        |
| S3            | TV Augsburg             | 0                |    |                     |            |            |            |  |  |        |        |        |
| S3            | TV Augsburg             | 0                | S1 | Crash Eagles Kaarst | 1          |            |            |  |  |        |        |        |
|               |                         |                  | S1 | Crash Eagles Kaarst | 1          |            |            |  |  |        |        |        |
|               | N2                      | Mendener Mambas  | 2  |                     |            |            |            |  |  |        |        |        |
| S1            | N2                      | Mendener Mambas  | 2  | Crash Eagles Kaarst | 2          |            |            |  |  |        |        |        |
| S1            |                         |                  |    | Crash Eagles Kaarst | 2          |            |            |  |  |        |        |        |
| N4            | Moskitos Essen          | 0                |    |                     |            |            |            |  |  |        |        |        |

### Viertelfinale
|                     |   |                         | Serie | 1    | 2          | 3 |
| ------------------- | - | ----------------------- | ----- | ---- | ---------- | - |
| Duisburg Ducks      | – | Zweibrücker ERC Snipers | 2:0   | 17:4 | 12:3       | – |
| Düsseldorf Rams     | – | Samurai Iserlohn        | 0:2   | 5:7  | 5:7        | – |
| Mendener Mambas     | – | TV Augsburg             | 2:0   | 9:6  | 10:9 n. P. | – |
| Crash Eagles Kaarst | – | Moskitos Essen          | 2:0   | 13:1 | 7:4        | – |

### Halbfinale
|                     |   |                  | Serie | 1   | 2   | 3    |
| ------------------- | - | ---------------- | ----- | --- | --- | ---- |
| Duisburg Ducks      | – | Samurai Iserlohn | 2:1   | 4:6 | 9:0 | 10:5 |
| Crash Eagles Kaarst | – | Mendener Mambas  | 1:2   | 4:3 | 5:8 | 4:5  |

### Finale
|                |   |                 | Serie | 1   | 2   | 3   |
| -------------- | - | --------------- | ----- | --- | --- | --- |
| Duisburg Ducks | – | Mendener Mambas | 2:1   | 8:3 | 3:7 | 8:6 |

## Relegation
Die Relegation wurde nach den Rückzugen der Deggendorf Roadrunners und SUC Kosmos Frechen sowie der Fusion der beiden Zweibrücker Vereine abgesagt. Damit sind auch die beiden Zweiten der 2. Bundesliga direkt in die 1. Bundesliga aufgestiegen.

## Aufsteiger
Aus den 2. Bundesligen steigen der ERC Hannover Hurricanez (1. der 2. Bundesliga Nord), Piranhas Oberhausen (2. der 2. Bundesliga Nord), SG Langenfeld Devils (1. der 2. Bundesliga Süd) und HC Kollnau (2. der 2. Bundesliga Süd) auf.

## Fusionen
Die Zweibrücker ERC Snipers und VT Zweibrücken fusionieren zu den VT Zweibrücken Snipers, die in der 1. Bundesliga an den Start gehen.

## Umbenennung
Die RSC Neviges Commanders benennen sich in Commanders Velbert um.

## Pokalsieger
Im Endspiel um den Deutschen Inline-Skaterhockey-Pokal 2002 gewannen die Duisburg Ducks am 8. Dezember 2002 gegen die Mendener Mambas in Langenfeld mit 7:3.